# 乙女路

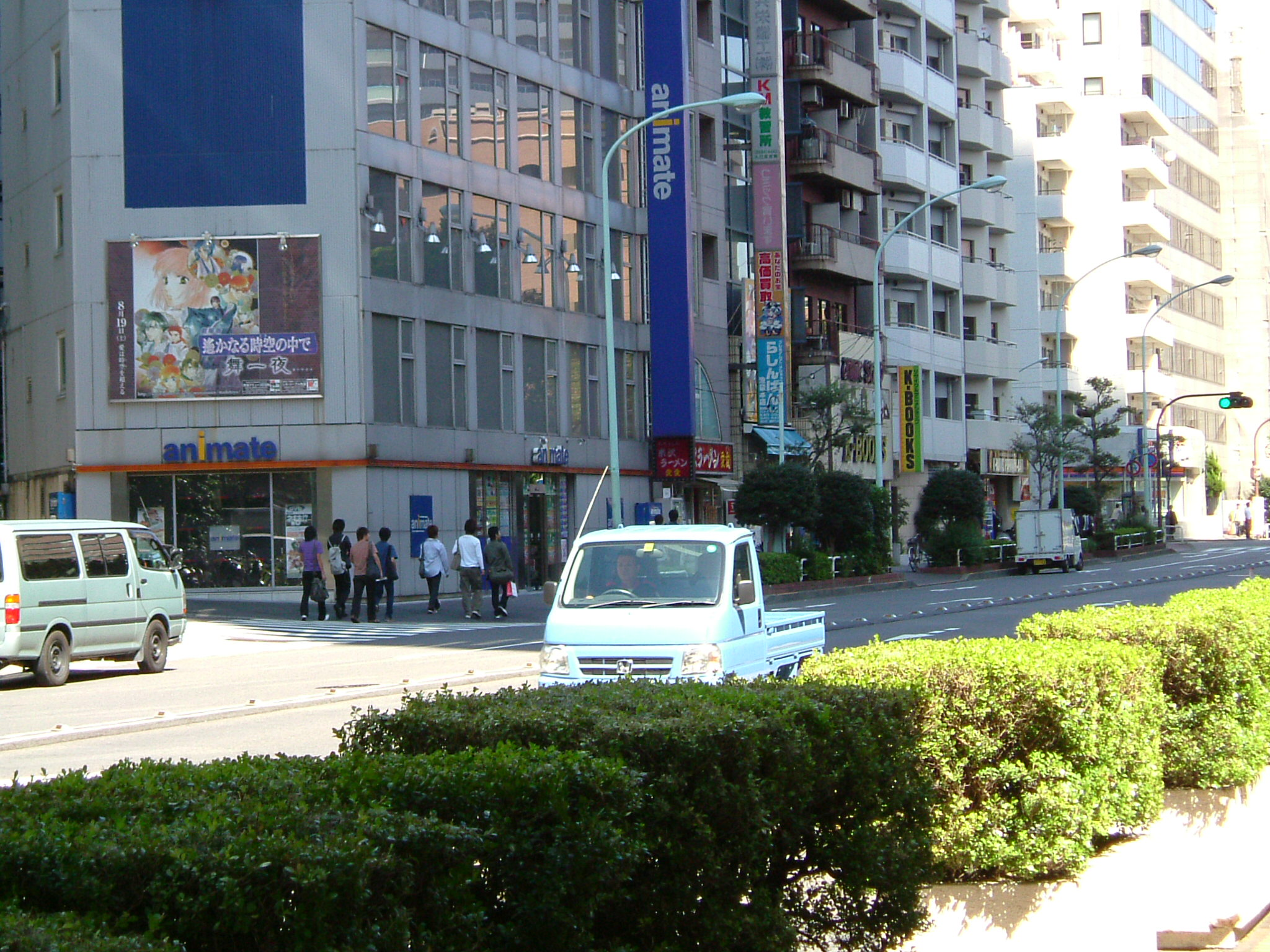
乙女路遠景（2006年8月）

35°43′50.2″N 139°43′05.6″E / 35.730611°N 139.718222°E
乙女路（日语：／ Otome Rōdo）是日本東京都豐島區東池袋三丁目（池袋站東口）太陽城60西側街道的通稱。

## 概要
乙女路是首都高速5號池袋線下「太陽城前」路口至春日通（國道254號）「東池袋三丁目」路口約200公尺的道路，一邊店舖密集，大多售賣面向女性的動漫商品與同人誌等，人稱「腐女聖地」。
「乙女路」之稱，始見於漫畫情報誌《Puff》2004年5月號。之後的《電車男》故事將乙女路之於宅女同秋葉原之於宅男類比。這個時期以來，大眾媒體視之爲宅女之街與池袋的象徵，乙女路爲更多人知曉。

## 歷史
1980年代以來，安利美特等動漫店散佈池袋站週邊，購買層偏向女性，因此比秋葉原與中野（中野百老匯）容易吸引女顧客；不過這些店最初並未專門提供女性向商品。此外，Comic Revolution、Sunshine Creation等太陽城舉行的同人誌即賣會，往往面向男性，而不一定面向女性。
但安利美特2000年重新開放以來明顯女性化，開發重點從同時面向男女轉向面向女性。此外，由於秋葉原是公認的宅男之城，面向男性的店有所增多，因此池袋聚集了各種面向女性的店。這是乙女路形成的主要原因。2013年4月，不在乙女路的Comic虎之穴也開設了面向男性的「池袋店A」和與面向女性的「池袋店B」。
乙女路與太陽城內有許多廉價品店、化妝品店、洋服店與喫茶店，宅女在自身愛好投入更多錢，其他方面就會少花錢，於是會光顧這些地方。
2006年3月24日，「執事喫茶Swallowtail」於乙女路開業，這是日本首間執事咖啡廳。執事咖啡廳之於女顧客，就如女僕咖啡廳之於男顧客，爲女顧客提供了更多能放鬆且能輕鬆進入的空間。其他執事咖啡廳也於此開業。
另外，隨腐男出現與男女愛好趨同，男顧客增多。女顧客常結伴而行。

### 引用
1. ↑  . MATCHA.   [2021-05-07]. （原始内容存档于2021-05-05）.
2. ↑  宮台真司.  . コアマガジン. 2010年: 216. ISBN 978-4862527363.
3. ↑  齋藤環; 酒井順子.  . 中央公論新社. 2006: 133. ISBN 978-4121502148.
4. ↑  森川嘉一郎.  . ユリイカ: 134.
5. ↑  . ちるちる.   [2021-05-07]. （原始内容存档于2021-03-20）.
6. ↑   . 產經新聞. 2005-07-17.
7. ↑  阿島俊.  . 久保書店. 1994-01: 231.
8. ↑  杉浦 2006，第16–17頁.
9. ↑  . Comic虎之穴.   [2021-05-07]. （原始内容存档于2016-03-09）.
10. ↑  杉浦 2006，第18–19頁.
11. ↑  . 巴哈姆特. 2012-05-07  [2021-05-07]. （原始内容存档于2021-05-06）.
12. ↑  . 每日新聞. 2007-11-02  [2021-05-05]. （原始内容存档于2007-05-14）.
13. ↑  . 同人用語的基礎知識.   [2021-05-07]. （原始内容存档于2020-01-17）.
14. ↑  杉浦 2006，第19頁.

### 來源
- 杉浦由美子.  . 中央公論新社. 2006. ISBN 978-4121502292.